# Frank Blohm
Frank Blohm (* 10. Juli 1959 in Neuenkirchen bei Bremen) ist ein deutscher Psychoanalytiker und Publizist.

## Leben
Frank Blohm studierte Psychologie und Soziologie in Gießen und Berlin. Von 1982 bis 1990 arbeitete er in West-Berlin als freiberuflicher Autor und Herausgeber. Von 1988 bis 2002 war Blohm als Klinischer Psychologe in Berlin, Mecklenburg und Brandenburg tätig, seit 2002 als freiberuflicher Psychoanalytiker in eigener Praxis in Berlin. Er ist Lehranalytiker (DGPT), Supervisor und Gruppenanalytiker sowie Dozent in der „Arbeitsgemeinschaft für Psychoanalyse und Psychotherapie e.V. (apb)“. Seine Interessensschwerpunkte sind Gruppendynamik, analytische Sozialpsychologie, Transkulturalität und transgenerationale Prozesse.
Aufmerksamkeit erzielte Frank Blohm mit seiner unter dem Pseudonym „Per Ketman“ 1986 herausgegebenen Anthologie Geh doch rüber!, in welcher Autoren Ost-West-Begegnungen schilderten. Die Anthologie ist 2019 als überarbeitete, ergänzte und kommentierte Neuauflage im Lukas Verlag erschienen.

## Werke
- Kommst du je nach Polen? Fast ein Reisebuch. Frankfurt am Main 1982, ISBN 3-88203-077-1.
- als Hrsg.: Geh doch rüber! Begegnungen von Menschen aus Ost und West. Darmstadt/Neuwied 1986, ISBN 3-472-61631-8.
  - Neuauflage: Geh doch rüber! Revisited. Ein Ost-West-Lesebuch und seine Geschichte. Berlin 2019, ISBN 978-3-86732-326-0.
- als Hrsg.: Geschichten aus der Geschichte Polens. Frankfurt am Main 1989, ISBN 3-630-61856-1.
- Anders reisen DDR. Ein Reisebuch in den Alltag. Reinbek bei Hamburg 1990, ISBN 3-499-17568-1.
- als Hrsg.: Nichts wird mehr so sein, wie es war. Zur Zukunft der beiden deutschen Republiken. Leipzig 1990, ISBN 3-379-00644-0.
- Analyse zu dritt. Indirekte Gegenübertragungen in Ausbildung und Therapie. In: Forum der Psychoanalyse. Band 22, Heft 4, 2006, ISSN 0178-7667, S. 358–373.
- Das Unbehagen am Ausfallhonorar. In: Forum der Psychoanalyse. Band 27, Heft 1, 2011, ISSN 0178-7667, S. 61–81.
- Tagträume, Utopien und das „Prinzip Hoffnung“. Ernst Blochs vergessener Beitrag zur Psychoanalyse. In: Psychosozial. Band 142, Heft 4, 2015, ISSN 0171-3434 S. 85–99.
- Das Ausfallhonorar, die soziale Relation und der analytische Prozess. In: P. Diederichs, J. Frommer, F. Wellendorf (Hg.): Äußere und innere Realität. Theorie und Behandlungstechnik der Psychoanalyse im Wandel. Gießen 2022, ISBN 978-3-8379-3158-7, S. 62–70.